# Малиновка (приток Улуюла)
Малиновка — река в Томской области России, левый приток Улуюла. Устье реки находится в 379 км от устья Улуюла по левому берегу. Протяжённость реки 14 км. Высота устья — 155 м. Высота истока — 177 м.
В 5 км от устья по левому берегу впадает река Гаревая.

## Данные водного реестра
По данным государственного водного реестра России относится к Верхнеобскому бассейновому округу, водохозяйственный участок реки — Чулым от водомерного поста села Зырянское до устья, речной подбассейн реки — Чулым. Речной бассейн реки — (Верхняя) Обь до впадения Иртыша.
Код водного объекта — 13010400312115200021933.